# United Soccer Association
La United Soccer Association (USA) fou una competició futbolística professional disputada per clubs dels Estats Units i el Canadà que estigué activa el 1967.
La lliga va ser creada el 1966 liderada per Jack Kent Cooke, Lamar Hunt i Steve Stavro, disputant-se la primera edició l'any 1967.
La temporada següent (1968) es fusionà amb la NPSL per formar la NASL.

## Historial
Fonts:
- 1967: Los Angeles Wolves

## Classificacions
Fonts:

### Divisió Est
| Pos | Equip                | PJ | PG | PE | PP | GF | GC | DG  | Pts | Classificació o descens |
| --- | -------------------- | -- | -- | -- | -- | -- | -- | --- | --- | ----------------------- |
| 1   | Washington Whips (Q) | 12 | 5  | 5  | 2  | 19 | 11 | +8  | 15  | 1967 USA Championship   |
| 2   | Cleveland Stokers    | 12 | 5  | 4  | 3  | 19 | 13 | +6  | 14  |                         |
| 3   | Toronto City         | 12 | 4  | 5  | 3  | 23 | 17 | +6  | 13  |                         |
| 4   | Detroit Cougars      | 12 | 3  | 6  | 3  | 11 | 18 | −7  | 12  |                         |
| 5   | New York Skyliners   | 12 | 2  | 6  | 4  | 15 | 17 | −2  | 10  |                         |
| 6   | Boston Rovers        | 12 | 2  | 3  | 7  | 12 | 26 | −14 | 7   |                         |

### Divisió Oest
| Pos | Equip                           | PJ | PG | PE | PP | GF | GC | DG | Pts | Classificació o descens |
| --- | ------------------------------- | -- | -- | -- | -- | -- | -- | -- | --- | ----------------------- |
| 1   | Los Angeles Wolves (Q)          | 12 | 5  | 5  | 2  | 21 | 14 | +7 | 15  | 1967 USA Championship   |
| 2   | San Francisco Golden Gate Gales | 12 | 5  | 3  | 4  | 25 | 19 | +6 | 13  |                         |
| 3   | Chicago Mustangs                | 12 | 3  | 7  | 2  | 20 | 14 | +6 | 13  |                         |
| 4   | Houston Stars                   | 12 | 4  | 4  | 4  | 19 | 18 | +1 | 12  |                         |
| 5   | Vancouver Royal Canadians       | 12 | 3  | 5  | 4  | 20 | 28 | −8 | 11  |                         |
| 6   | Dallas Tornado                  | 12 | 3  | 3  | 6  | 14 | 23 | −9 | 9   |                         |

### Final (1967 USA Championship)
| Los Angeles Wolves                                                               | 6-5 (pr.) | Washington Whips                                             |
| -------------------------------------------------------------------------------- | --------- | ------------------------------------------------------------ |
| Knowles 3' · Burnside 65', 67', 82' · Dougan 113' · Shewan 122' (gol d'or, p.p.) | Informe   | Smith 21' · Munro 64' (pen.), 89', 120' (pen.) · Storrie 66' |

## Equips participants
| Franquícies                     | Clubs importants        | Estadis (Capacitat)           | Propietari                                     |
| ------------------------------- | ----------------------- | ----------------------------- | ---------------------------------------------- |
| Boston Rovers                   | Shamrock Rovers         | Manning Bowl (21.000)         | Weston Adams (Boston Bruins)                   |
| Chicago Mustangs                | Cagliari Calcio         | Comiskey Park (46.550)        | Arthur Allyn Jr. (Chicago White Sox)           |
| Cleveland Stokers               | Stoke City              | Cleveland Stadium (78.000)    | Vernon Stouffer, Gabe Paul (Cleveland Indians) |
| Dallas Tornado                  | Dundee United           | Cotton Bowl (75.504)          | Lamar Hunt (Kansas City Chiefs)                |
| Detroit Cougars                 | Glentoran               | Tiger Stadium (36.000)        | William Clay Ford (Detroit Lions)              |
| Houston Stars                   | Bangu AC                | Astrodome (44.500)            | Judge Roy Hofheinz (Houston Astros)            |
| Los Angeles Wolves              | Wolverhampton Wanderers | Los Angeles Coliseum (93.000) | Jack Kent Cooke (Los Angeles Lakers & Kings)   |
| New York Skyliners              | C.A. Cerro              | Yankee Stadium (67.000)       | Madison Square Garden Corporation              |
| San Francisco Golden Gate Gales | ADO Den Haag            | Kezar Stadium (59.942)        | George Fleharty (Ice Follies)                  |
| Toronto City                    | Hibernian               | Varsity Stadium (25.000)      | Steve Stavro                                   |
| Vancouver Royal Canadians       | Sunderland              | Empire Stadium (33.000)       | Brigadier General E.G. Eakins                  |
| Washington Whips                | Aberdeen                | D.C. Stadium (46.000)         | Earl Foreman                                   |